# Magistrala (film)
Magistrala – dramat obyczajowy produkcji ZSRR z 1983 w reżyserii Wiktora Triegubowicza (na podstawie powieści Walierija Barabaszowa "Żarkije pieriegony").  

## Obsada
- Kirił Ławrow – dyr. Urżumow
- Ludmiła Gurczenko – Gwozdiewa
- Władimir Gostiuchin – dyspozytor Bojczik
- Wsiewołod Kuzniecow – z-ca dyr. Żelnin
- Paweł Siemienichin – Sańka, pomocnik maszynisty
- Marina Triegubowicz – konduktorka Luba
- Iwan Agafonow – maszynista Agieicz
- Boris Sokołow – naczelnik Isajew
- Jurij Diemicz – Kołobow
- Władimir Mienszow – Potapow
- Fiodor Odinokow – naczelnik stacji Szumkowo
- Piotr Szełochonow - Gadałow

## Opis fabuły
Film przedstawia 24 godz. z funkcjonowania radzieckiej magistrali kolejowej (Moskwa-Krasnojarsk). Osnową akcji są przeplatające się problemy prywatne i zawodowe pracujących na niej kolejarzy, skutek jednej pomyłki przeradzający się w katastrofę.